# Lamin Diallo
Lamin Diallo (* 31. August 1991 in Ljubljana) ist ein ehemaliger slowenisch-guineischer Fußballspieler auf der Position eines Verteidigers.

## Karriere

### Verein
Diallo spielte in seiner Jugend für die heimischen Vereine NK Slovan Ljubljana, NK Domžale sowie in Italien bei Treviso FBC 1993 und Chievo Verona. Dann kehrte er nach Domžale zurück und gewann 2011 mit dem Klub den slowenischen Pokal. Es folgte eine Ausleihe und späterer Verkauf zum Ligarivalen NK Triglav Kranj. NK Krka und die beiden Zweitligisten NK Šenčur und ND Ilirija 1911 waren die nächsten Stationen, ehe er 2018 zum bosnischen Erstligisten FK Mladost Doboj Kakanj wechselte. Von 2019 bis 2021 spielte er dann in Griechenland für Trikala FC und Egaleo AO Athen in der Dritten Liga sowie beim Viertligisten Iraklis Psachna. Ende der Saison 2020/21 tauchte Diallo dann noch im Kader des österreichischen Amateurvereins SV Spittal/Drau auf, absolvierte dort aber kein Ligaspiel mehr.

### Nationalmannschaft
Im Oktober 2009 bestritt Diallo zwei Testspiele für die slowenische U-19-Auswahl gegen die Slowakei (0:1) und England (1:3).
Am 11. November 2017 stand er dann im Kader der guineischen A-Nationalmannschaft beim WM-Qualifikationsspiel im Kongo, kam bei der 1:3-Niederlage in Kinshasa jedoch nicht zum Einsatz.

## Erfolge
- Slowenischer Pokalsieger: 2011